# 普塔卡山 (馬爾卡波馬科查區)
11°26′48″S 76°16′43″W / 11.44667°S 76.27861°W
普塔卡山（Putaqa），是秘魯的山峰，位於該國中部胡寧大區，由堯利省的馬爾卡波馬科查區負責管轄，屬於安地斯山脈的一部分，海拔高度4,600米。